# Matthew Henry
Matthew Henry (18. října 1662 – 22. června 1714) byl anglický komentátor Bible a presbyteriánský farář.

## Život
Narodil se v říjnu 1662 na Broad Oak, statku na hranicích mezi Flintshirem a Shropshirem. Jeho otec Philip Henry, původně také duchovní, přestal být kvůli zákonu Act of Uniformity z roku 1662 zaměstnancem státní církve, ale přesto dokázal získat prostředky k tomu, aby poskytl synovi dobré vzdělání. Matthew studoval nejdřív v Islingtonu a poté studoval právo v Gray's Inn. Studium práva ovšem zanechal ve prospěch teologie a v roce 1687 se stal duchovním presbyteriánů v Chesteru. V roce 1712 se přestěhoval do Mare Street v Hackney. O dva roky později 22. června 1714 nečekaně zemřel na mrtvici v Nantwichi v Queen's Aid House, když byl na cestě z Chesteru do Londýna.

## Práce
Jeho hlavním dílem se stalo šestidílné Exposition of the Old and New Testaments (tj. Výklad Nového a Starého Zákona) neboli Complete Commentary, vydané poprvé v roce 1706. Je to výklad Bible, který ji rozebírá verš po verši, přičemž Starý Zákon je okomentován celý, z Nového Zákona jsou okomentována pouze evangelia a Skutky apoštolské. Po jeho smrti byl třinácti jinými autory dokončen komentář i k zbytku Nového Zákona, částečně podle poznámek Henryho posluchačů.
Jeho výklad je primárně exegenetický, s textem nakládá jako s hotovým a snaží se jej vyložit pro praktické a zbožné účely. Dlouho byl považován za nejlepší anglický komentář k Bibli a i dnes má mnohé čtenáře.
Stavěli na něm i mnozí evangelikální kazatelé, například George Whitefield a Charles Spurgeon. První zmíněný přečetl Henryho dílo čtyřikrát a druhý prohlásil, že „každý duchovní by si ho měl celé pozorně přečíst alespoň jednou“.